# Università di Roskilde
L'Università di Roskilde (danese: Roskilde Universitet) è l'università della città di Roskilde. È stata fondata nel 1972, "figlia" delle rivolte studentesche del 1968 che spinsero a creare quella che allora sarebbe stata la quarta università della Danimarca. La sua origine ha influenzato i modelli di insegnamento soprattutto nei primi anni di attività nei quali si è fatto ampio ricorso ai lavori di gruppo e alla interdisciplinarità.
 Dopo quaranta anni di costante crescita, l'università può contare su un'offerta molto variegata, basata su quattro dipartimenti principali: Dipartimento di Comunicazione e Scienze umane (IKH), Dipartimento di Scienza e Ambiente (INM), Dipartimento delle persone e della tecnologia (IMT) e il Dipartimento di scienze sociali e finanziarie (ISE).
I corsi sono in lingua danese, anche se sono presenti dei corsi in lingua inglese.